# Кихну Йынн
Ки́хну Йынн (эст. Kihnu Jõnn, настоящее имя — Энн У́уэтоа; 3 декабря 1848 года, остров Кихну, Лифляндская губерния, Российская империя — 19 ноября 1913 года, мыс Блованнс-Хук, Дания) — эстонский моряк.

## Биография
Родился и вырос на острове Кихну, из-за чего получил своё прозвище — Йынн с острова Кихну. Учился в 4-классной церковной школе на Кихну.
В 1860-х годах для семьи Ууэтоа был приобретён парусник. Эти корабли доставляли камень в города для строительных работ. Энн начал плавать на каменовозах, где получил свой первый мореходный опыт. Затем он переехал в Хяэдемеэсте, где устроился матросом на корабли семьи Вейде (Weide). Позднее стал боцманом.
Большой опыт мореплавания позволил Йынну стать капитаном, он использовал случайно представившуюся возможность. Однако не имевший специального образования, он был самоучкой, не мог и не хотел пользоваться секстантом, плавал на старых деревянных, часто аварийных, судах. Имел трудности с набором команды, плавал с необученными матросами. В основном выполнял плавания по Балтийскому морю, в Англию. Дважды побывал в Америке.
Погиб в результате кораблекрушения у побережья Дании, совершая рейс, после которого собирался оставить мореплавание. Был обнаружен на берегу привязанным к мачте. Спасти его жизнь не удалось, и он был похоронен в Дании.
В 1992 году останки Кихну Йынна и судового плотника Карла Йерквельта были перевезены в Эстонию и перезахоронены на кладбище острова Кихну.

## Память

Памятник «Кихну Йынн» в Пярну

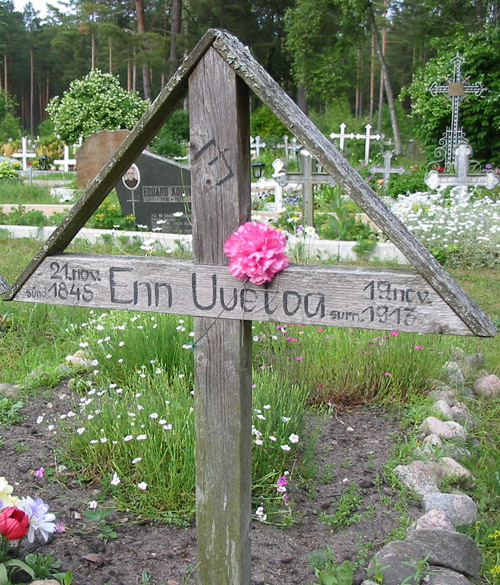
Могила Кихну Йынну

Памятник «Кихну Йынн» установлен в яхтклубе города Пярну (скульптор Кангро Тауно, 2011).

## Образ в культуре
В 1965 году Юхан Смуул написал пьесу «Йынн с острова Кихну — дикий капитан».
В 1971 году по мотивам пьесы Юхана Смуула в Таллине был снят фильм «Дикий капитан», Кихну Йынна сыграл Юри Ярвет.